# Habibe ibne Almoalabe
Habibe ibne Almoalabe (em árabe: حبيب بن المهلب; romaniz.: Habib ibn al-Muhallab; m. 720), conhecido como o Azedita (em árabe: الأزدي‎‎; romaniz.: al-Azdi), foi um governador provincial e comandante militar do Califado Omíada, e membro da família dos moalábidas. Ele mais tarde participou na revolta de seu irmão Iázide ibne Almoalabe e foi morto na Batalha de Alacir.

## Vida
Habibe era filho de Moalabe ibne Abi Sufra, sob quem serviu durante o início de sua carreira. Em 686 e novamente em 695 é registrado como tendo participado nas campanhas de seu pai para erradicar os rebeldes azaricas nos distritos de Baçorá, Avaz e Pérsis. Após as operações contra os azaricas serem concluídas em 697, mudou-se ao Coração, onde Moalabe foi nomeado como governador por Alhajaje ibne Iúçufe. Três anos depois tomou parte na expedição de Moalabe contra Quis. Durante esta campanha, foi selecionado para liderar o raide contra Rabinjã, mas decidiu retirar-se depois do senhor de Bucara avançar contra ele.
Quando Moalabe morreu em 702, esteve presente para receber o testamento do pai; depois comandou o exército e levou-o para seu irmão mais novo Iázide, que foi reconhecido por Alhajaje como novo governador do Coração. Habibe auxiliou Iázide nos próximos anos e, depois da demissão do último em 704, seu sucessor Almofadal. Durante esse período, foi nomeado como governador representante da Carmânia, uma posição que reteve até Alhajaje demitir todos os moalábidas de suas posições. Depois disso, foi detido em Baçorá sob ordens de Alhajaje e torturado, mas foi poupado de quaisquer outras punições quando o califa Ualide I (r. 705–715) ordenou que os moalábidas recebessem salvo-conduto.
Como resultado da morte de Ualide e a ascensão de Solimão ibne Abedal Maleque em 715, os moalábidas retornaram ao poder, e Iázide foi nomeado á antiga posição de Alhajaje como governador do Iraque. Ao mesmo tempo, Habibe foi nomeado à província de Sinde, que recentemente foi conquistada por Maomé ibne Cacim e recebeu ordens para continuar a campanha militar lá. Após chegar na província, Habibe estabeleceu seu acampamento na margem do rio Indo e recebeu a submissão das habitantes de Aror. Em seu governo, lutou e derrotou uma tribo de nome desconhecido, mas nenhum grande território considerável foi registrado.
Habibe permaneceu em Sinde durante todo o reinado de Solimão. Com a morte do califa em 717, contudo, os moalábidas novamente sofreram um revés em sua fortuna; o novo califa Omar II (r. 717–720) decidiu demitir Iázide do Iraque e jogou-o na prisão. O governo de Habibe também chegou ao fim; ele partiu de Sinde e posteriormente retornou para Baçorá.

### Revolta de Iázide ibne Almoalabe
O califa Omar morreu em fevereiro de 720; pela mesma época, Iázide escapou da prisão e decidiu retornar ao Iraque. Habibe à época estava em Baçorá, junto com seus irmãos Almofadal, Maruane e Abedal Maleque. Quando as notícias da fuga de Iázide chegaram em Baçorá, o governador da cidade, Adi ibne Arta Alfazari, ordenou a prisão dos moalábidas como medida cautelar. Logo depois disso, contudo, Iázide chegou antes de Baçorá com um exército e foi capaz de tomar controle da cidade. Uma vez que os defensores foram derrotados e o governador foi capturado, Habibe e seus irmãos foram libertados da prisão e eles juntaram-se à rebelião de Iázide contra o califa.
No curso dos próximos vários meses, Habibe permaneceu com Iázide a medida que o último consolidou sua posição no Iraque. Quando as notícias chegaram de que um exército sob o comando de Maslama ibne Abedal Maleque estava avançando da Síria, Habibe aconselhou seu irmão a retirar-se para Pérsis, onde poderia estabelecer um fortaleza segura nas montanhas, ou enviar algumas de suas forças à Jazira e confrontar o inimigo lá; Iázide, contudo, rejeitou ambas as propostas e insistiu em permanecer no Iraque. Quando os exército se encontraram em Alacar em agosto de 720, Habibe foi colocado no comando do flanco direito das forças de seu irmão. Ele foi morto durante a batalha, pouco antes da morte de Iázide.